# Samaria Rupes
La Samaria Rupes è una struttura geologica della superficie di Encelado.